# Asplenium bulbiferum
Asplenium bulbiferum är en svartbräkenväxtart. Asplenium bulbiferum ingår i släktet Asplenium och familjen Aspleniaceae.

## Underarter
Arten delas in i följande underarter:
- A. b. bulbiferum
- A. b. gracillimum

## Bildgalleri

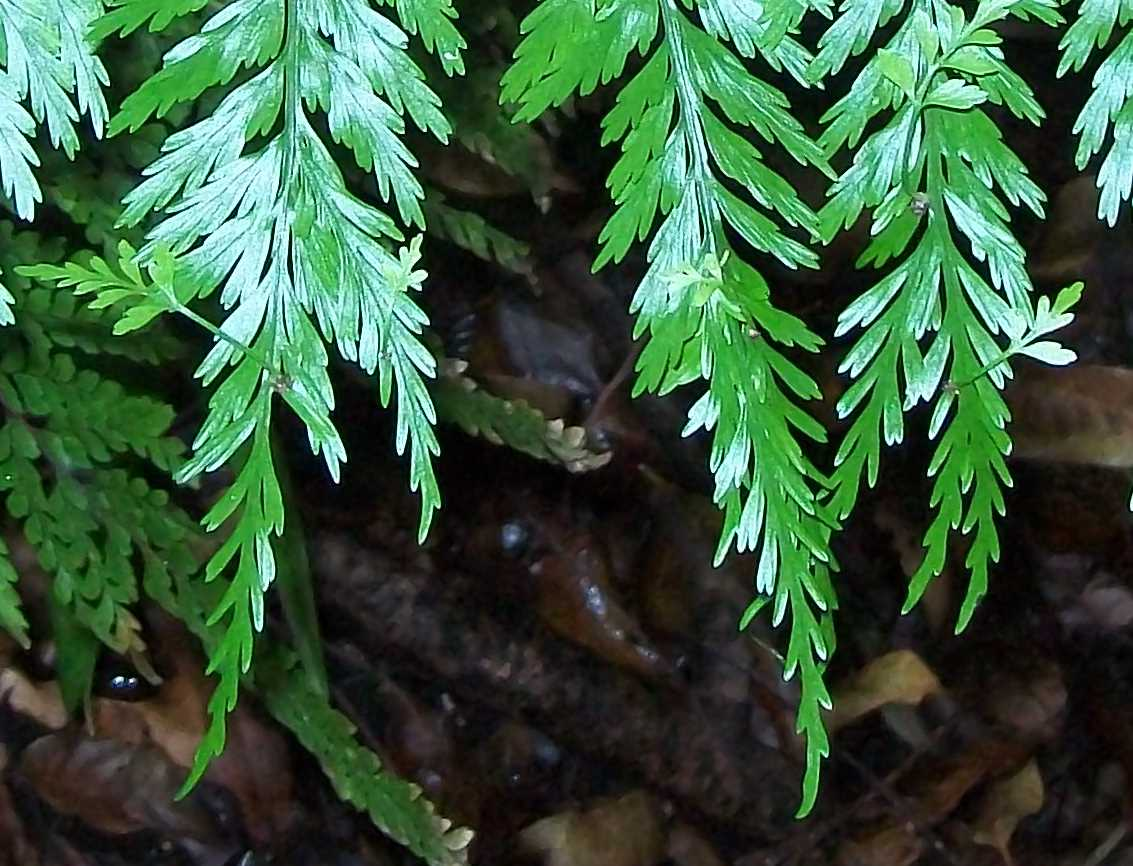